# Porte de Charenton
La porte de Charenton est une porte de Paris, située dans le 12e arrondissement, en France.

## Situation et accès
La porte de Charenton correspond à un espace situé au sud-est du 12e arrondissement, au niveau de l'intersection entre le boulevard Poniatowski, la rue de Charenton et l'avenue de la Porte-de-Charenton. Elle est située à 900 m au sud-ouest de la porte Dorée et à 700 m au nord-est de la porte de Bercy.

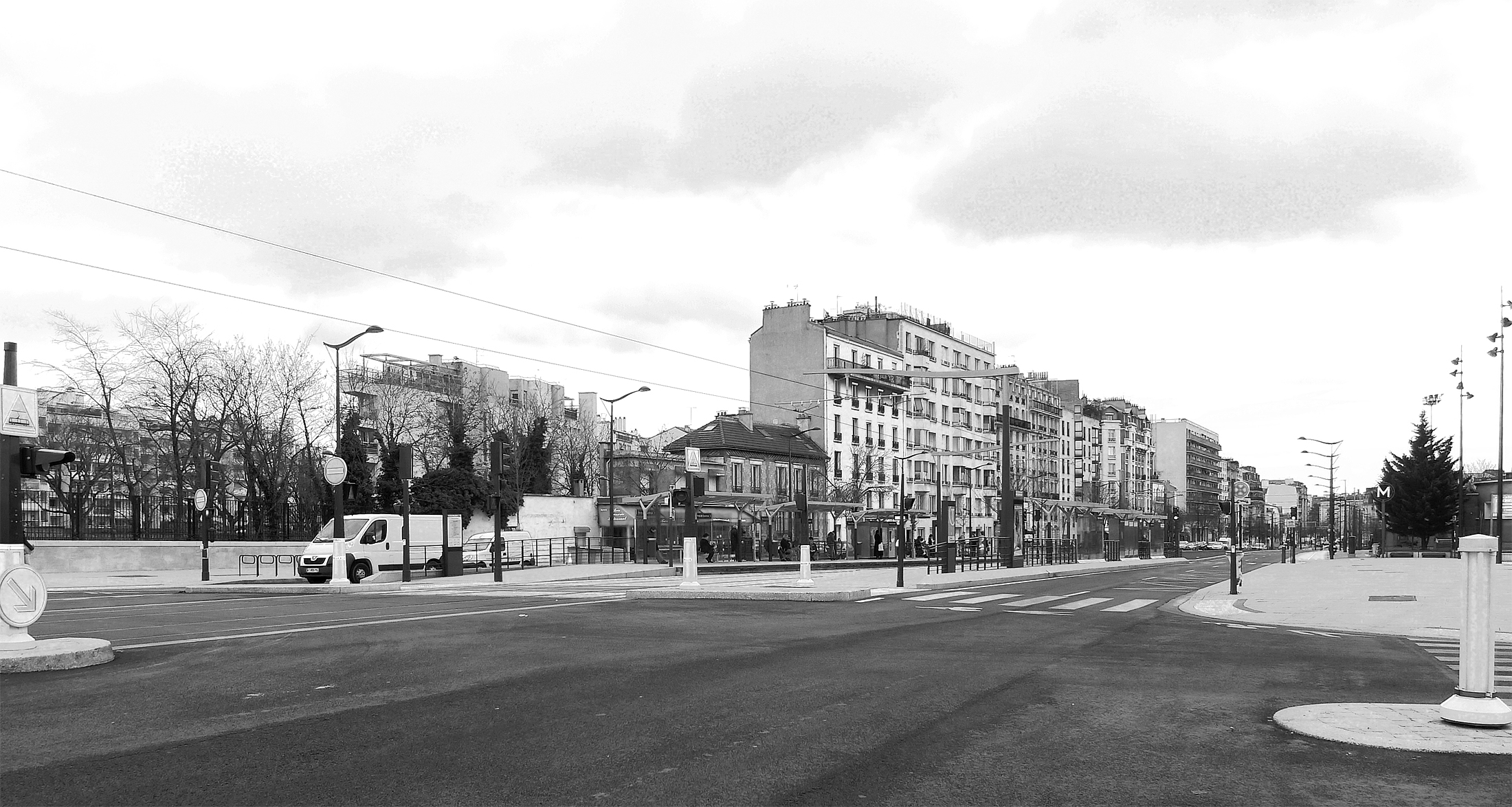
Vue générale (2013), en direction de la porte de Reuilly.
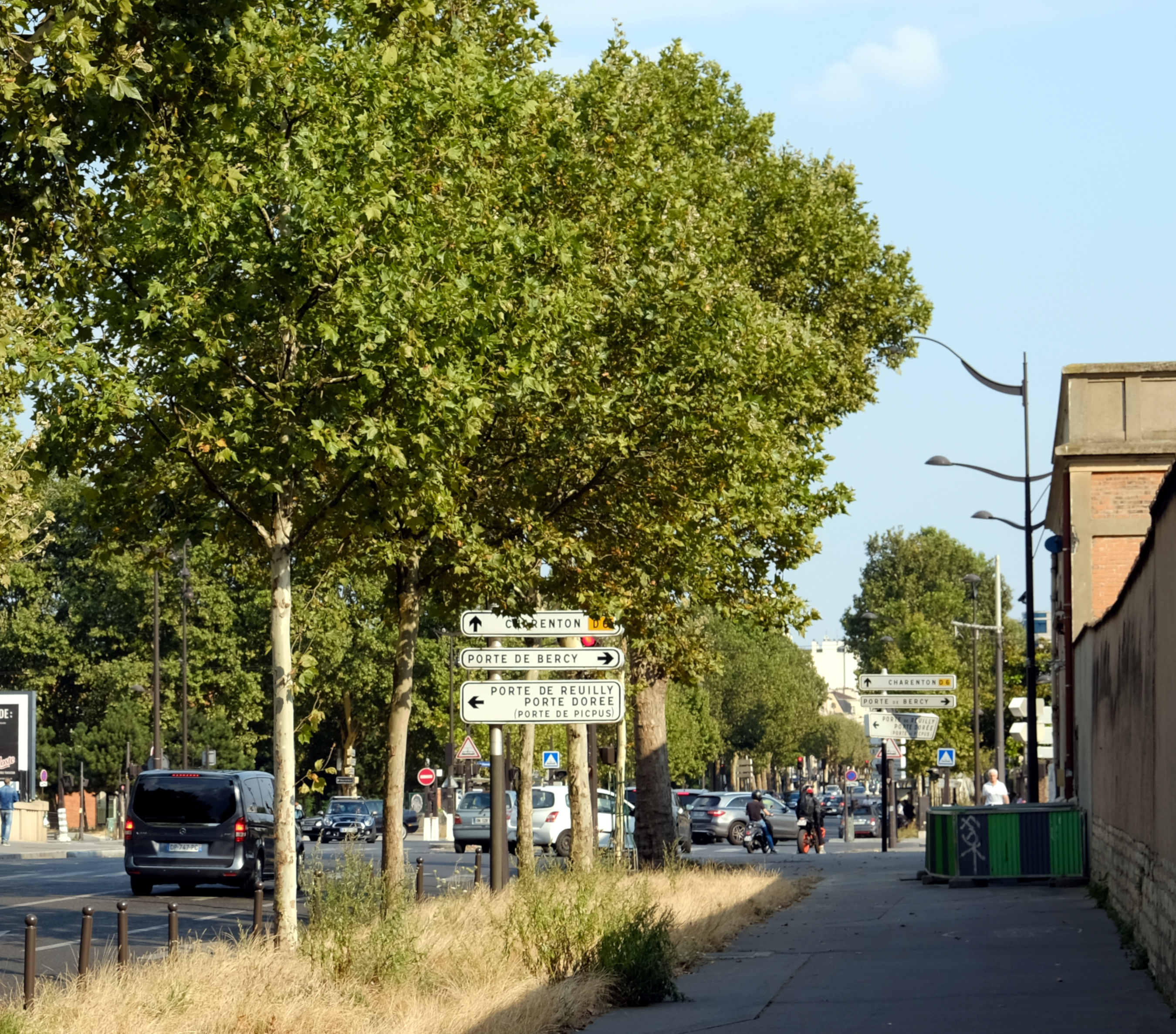
Porte de Charenton vue depuis la rue de Charenton.

La porte de Charenton permet un accès direct à la commune de Charenton-le-Pont.
La porte de Charenton ne comporte qu'un accès vers le boulevard périphérique, depuis la place du Cardinal-Lavigerie (c'est-à-dire, en fait, la porte de Reuilly) et uniquement vers le périphérique intérieur. Réciproquement, il n'existe qu'une sortie, seulement depuis le périphérique extérieur, vers l'avenue de Gravelle (à Charenton-le-Pont, en bordure du bois de Vincennes).
En transport en commun, la porte de Charenton est desservie par la ligne de métro 8 à la station Porte de Charenton et par la ligne 3a du tramway d'Île-de-France.

## Bâtiments remarquables et lieux de mémoire
Bordée par les voies de la gare de triage de Bercy au sud, le boulevard périphérique et le bois de Vincennes à l'est, traversée par la tranchée de la ligne de Petite Ceinture, la porte de Charenton n'est habitée que dans son coin nord-ouest. Différents équipements municipaux sont cependant présents :
- le stade Léo-Lagrange (stade de foot et terrains de tennis) ;
- le boulodrome ASB12 - Léo-Lagrange ;
- les cimetières de Bercy et de Valmy.

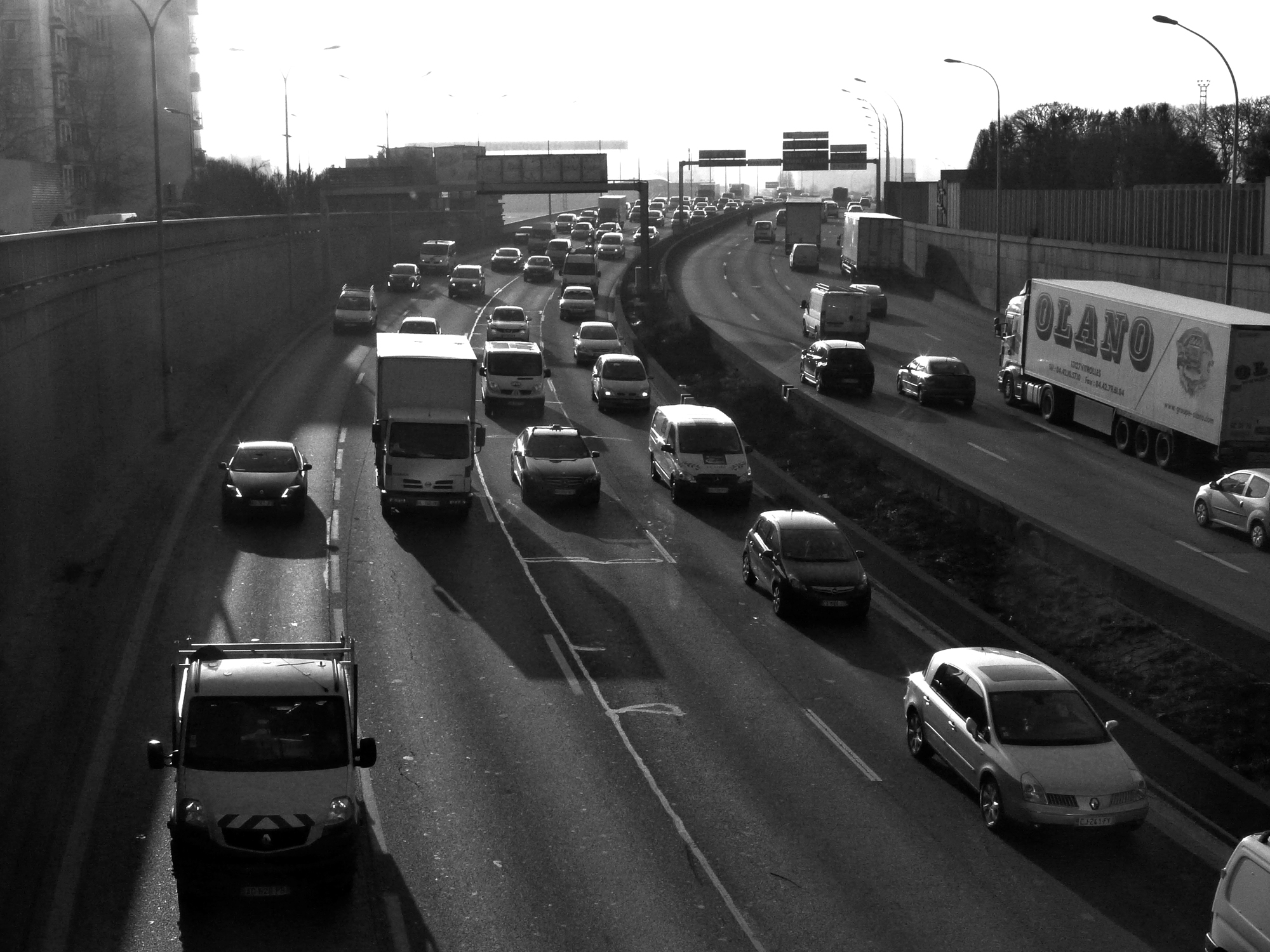
Le périphérique à proximité de la porte.
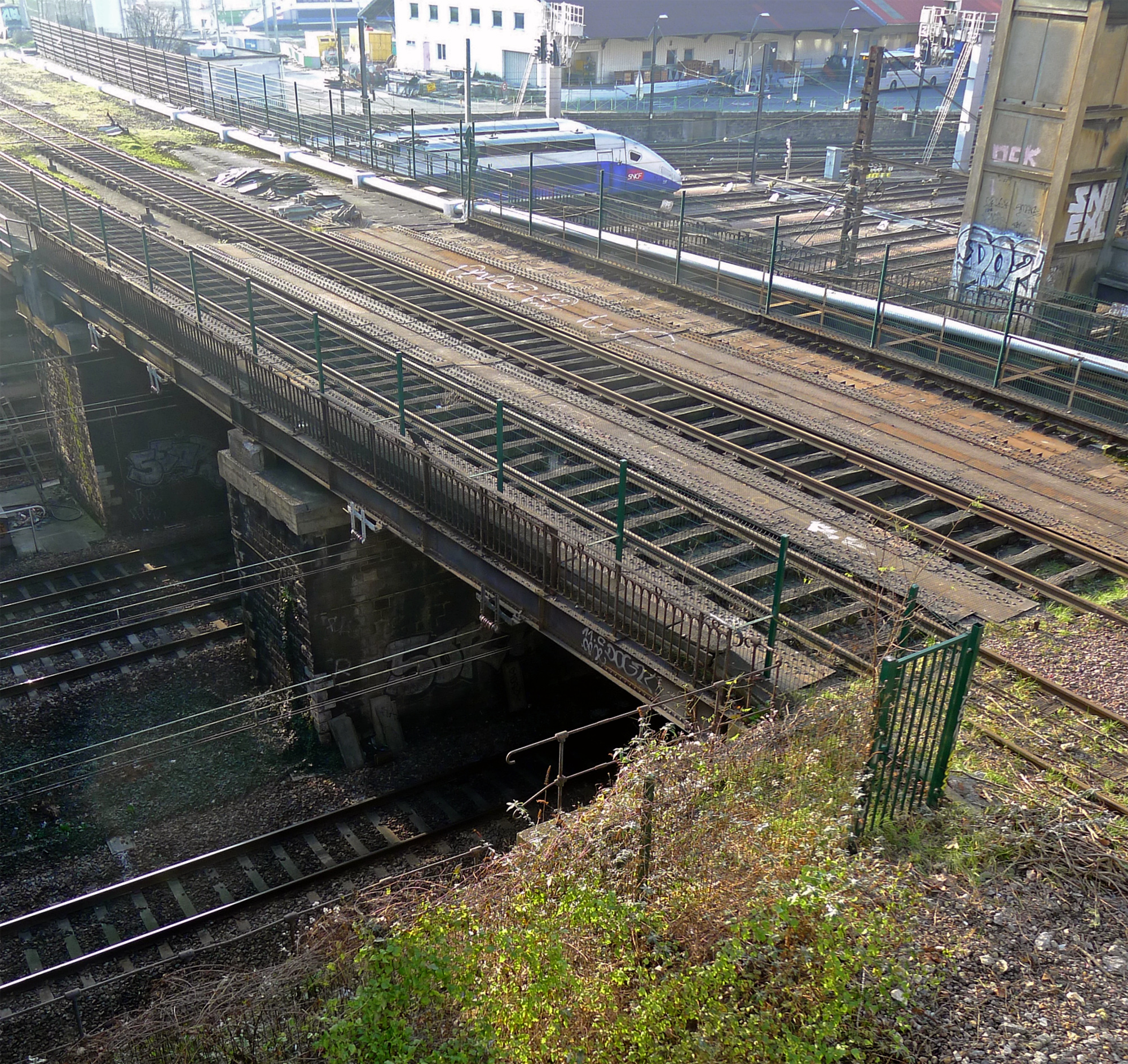
Ligne de la Petite Ceinture franchissant les voies PLM à la porte de Charenton.
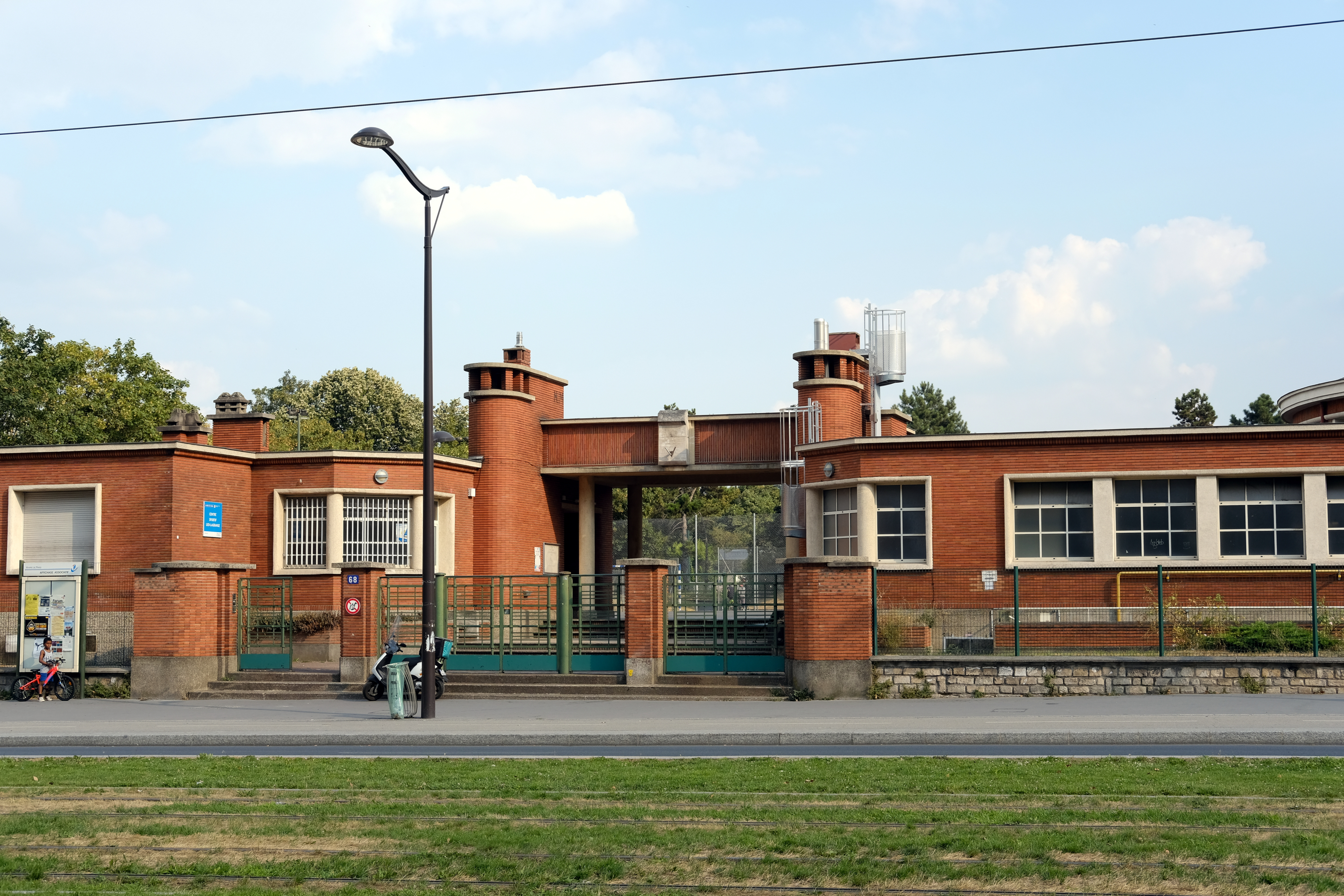
Entrée du stade Léo-Lagrange.